# Too Something
Too Something è una serie televisiva statunitense in 22 episodi trasmessi per la prima volta nel corso di una sola stagione dal 1995 al 1996.
È una sitcom incentrata sulle vicende di Eric McDougal, un aspirante scrittore, e Donny Reeves, un fotografo che non crede molto in se stesso, coinquilini a Manhattan. Durante la prima televisiva su Fox, la serie fu messa in pausa e i produttori indissero un concorso per scegliere un nuovo titolo. La serie fu poi rinominata con il titolo New York Daze (scelto dalla telespettatrice Geri Dobson, di Greensboro, in Carolina del Nord) e tornò a maggio del 1996. Durò però una sola stagione e terminò il mese successivo.

## Personaggi e interpreti
- Eric McDougal (22 episodi, 1995-1996), interpretato da Eric Schaeffer.
- Donny Reeves (22 episodi, 1995-1996), interpretato da Donal Lardner Ward.
- Maria Hunter (22 episodi, 1995-1996), interpretata da Portia de Rossi.
- Evelyn (22 episodi, 1995-1996), interpretata da Lisa Gerstein.
- Henry (22 episodi, 1995-1996), interpretato da Larry Poindexter.
- Daisy (22 episodi, 1995-1996), interpretata da Mindy Seeger.
- Scott (7 episodi), interpretato da Michael Landes.
- Reni (2 episodi, 1995), interpretata da Christine Harnos.

## Produzione
La serie, ideata da Eric Schaeffer e Efrem Seeger e Donal Lardner Ward, fu prodotta da Warner Bros. Television Le musiche furono composte da Bruce Young Berman.

### Registi
Tra i registi sono accreditati:
- Andrew D. Weyman in 2 episodi (1995)
- Steve Zuckerman in 2 episodi (1995)
- Hal Cooper
- Shelley Jensen
- Arlene Sanford
- Henry Winkler
- Patti Harrison

### Sceneggiatori
Tra gli sceneggiatori sono accreditati:
- Bruce Kirschbaum in 3 episodi (1995)
- Eric Schaeffer in 2 episodi (1995)
- Efrem Seeger in 2 episodi (1995)
- Donal Lardner Ward in 2 episodi (1995)
- Gigi McCreery
- Perry M. Rein
- Eric Weinberg

## Distribuzione
La serie fu trasmessa negli Stati Uniti dal 1º ottobre 1995 al 23 giugno 1996 sulla rete televisiva Fox Broadcasting Company. È stata distribuita anche con il titolo New York Daze.

## Episodi
| Stagione       | Episodi | Prima TV USA |
| -------------- | ------- | ------------ |
| Prima stagione | 22      | 1995-1996    |